# Ehrenburg (Niedersachsen)
Ehrenburg (Plattdeutsch: Ehrenborg) ist eine Gemeinde im Landkreis Diepholz in Niedersachsen. Sie gehört der Samtgemeinde Schwaförden an, die ihren Verwaltungssitz in der Gemeinde Schwaförden hat.

## Geografie

### Geografische Lage
Ehrenburg liegt südlich vom Naturpark Wildeshauser Geest ungefähr in der Mitte zwischen Bremen und Osnabrück. Der Bruchwald bei Ehrenburg liegt in der Nähe.

### Gemeindegliederung
Schmalförden, Schweringhausen, Stocksdorf und Wesenstedt sind Ortsteile der Gemeinde Ehrenburg.

### Nachbargemeinden
| Stadt Twistringen   | Gemeinde Neuenkirchen                       |                  |
| Gemeinde Drentwede  | Kompassrose, die auf Nachbargemeinden zeigt | Gemeinde Scholen |
| Gemeinde Eydelstedt |                                             | Stadt Sulingen   |

### Klima
Gemäßigtes Seeklima beeinflusst durch feuchte Nordwestwinde von der Nordsee. Im langjährigen Mittel erreicht die Lufttemperatur in Ehrenburg 8,5°–9,0 °C, und es fallen rund 700 mm Niederschlag. Zwischen Mai und August kann mit durchschnittlich 20–25 Sommertagen (klimatologische Bezeichnung für Tage, an denen die Maximaltemperatur 25 °C übersteigt) gerechnet werden.

## Geschichte

### Wappen und Siegel
Ein Amtssiegel aus dem 18. Jahrhundert zeigt zwei Bärentatzen (symbolisiert die Zugehörigkeit zur Grafschaft Hoya) und die drei Türme der Ehrenburg.
Das Wappen stammt aus der Neuzeit und wurde erst 1985 genehmigt. Die Waage im unteren Teil symbolisiert das bis 1859 ansässige Gericht. Im oberen Teil wird die Festung (Burg) aus einem Amtssiegel stilisiert.

### Gericht
Ab 1447 wird das Gericht Ehrenburg erwähnt. Die Grafen von Hoya oder ihre Beamten sprachen hier Recht. 1859 wurde das Gericht aufgelöst und kam nach Sulingen. Der Amtsbezirk Ehrenburg umfasste bis dahin die Orte Twistringen, Heiligenloh, Neuenkirchen, Schmalförden, Scholen, Schwaförden, Sulingen, Varrel und Barenburg.

### Die Ehrenburg

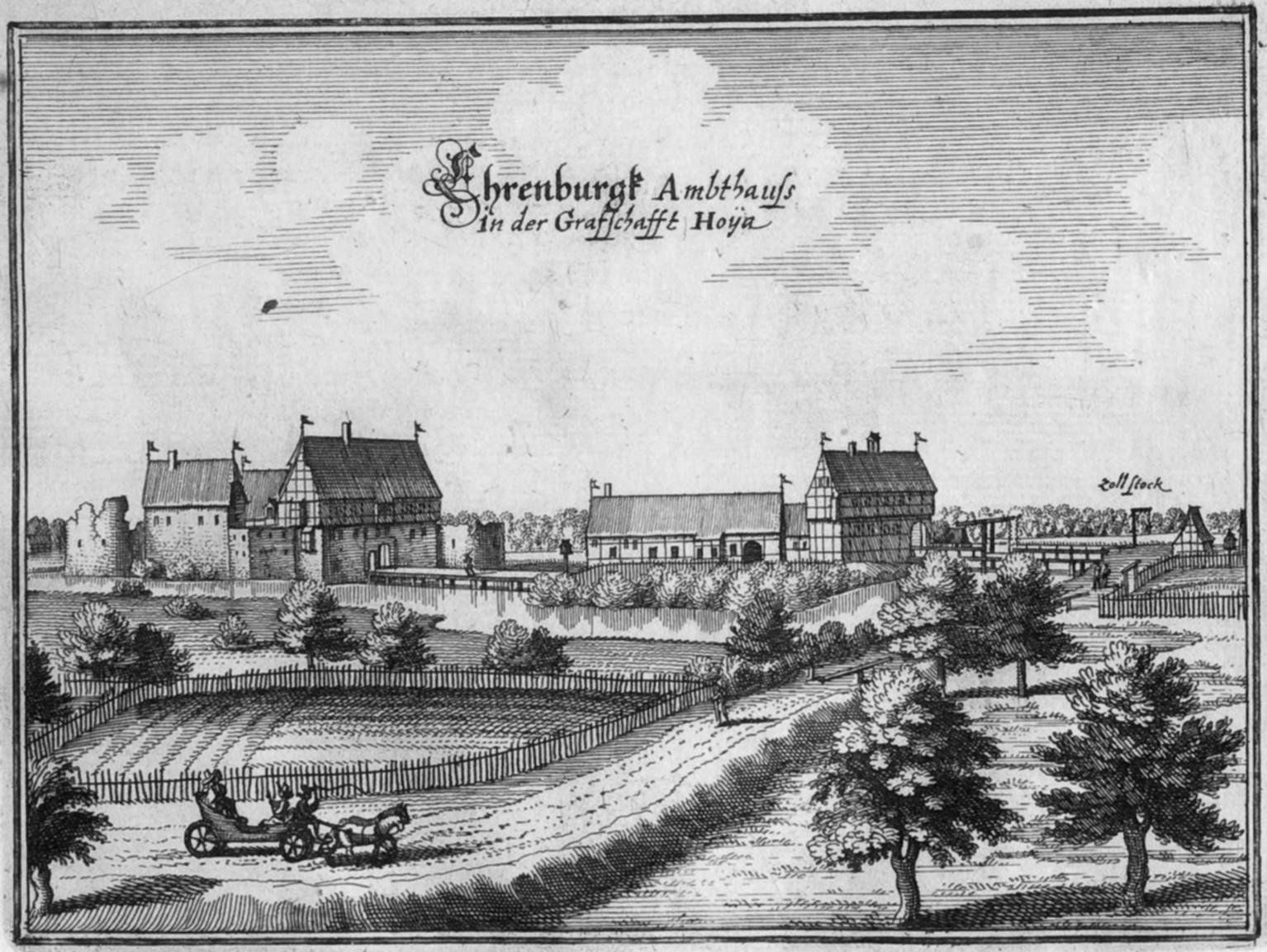
Merianstich von 1654

Der Ort wurde nach der Burg Ehrenburg benannt. Die Burg besaß einen ungefähr quadratischen Grundriss von ca. 50 m Seitenlänge. Die Wallreste sind heute noch teilweise zwei Meter hoch erhalten. Auf dem Burghügel sind nur noch geringe Spuren von Fundamenten aus Bruchsteinen und Ziegeln vorhanden. 
Die Burg ist 1346 von den Grafen von Hoya gegen die Mindener Bischöfe befestigt worden. 1427 wird sie erstmals erwähnt. Mit der Burg konnte die Straße Nienburg-Vechta kontrolliert werden. Im Dreißigjährigen Krieg soll sie von kaiserlichen Truppen zerstört worden sein. Die Reste der Gebäude wurde in neue Fachwerkbauten des Amtssitzes einbezogen, wie ihn der Merianstich von 1654 zeigt. Der Umzug des Amtssitzes 1740 in ein neues, kurfürstlich hannoversches Amtshaus auf dem Gelände der 500 m westlich gelegenen Domäne bedeutete ihr Ende.
Zu dem vergleichsweise großen Amt gehörte Sulingen als sein bedeutendster Ort. 1828 wurde das Amt Barenburg an Ehrenburg angeschlossen. Das hannoversche Amt Ehrenburg wurde 1852 vom neu gebildeten Amt Sulingen übernommen. Das Amtshaus in Ehrenburg ist später verschwunden, die ehemalige Burg heute nur noch anhand des Burghügels lokalisierbar.

### Gemeinde
Am 1. März 1974 wurden die bis dahin selbständigen Gemeinden Schweringhausen, Stocksdorf und Wesenstedt in die Gemeinde Schmalförden eingegliedert. Am 27. April 1976 wurde diese Gemeinde amtlich in Ehrenburg umbenannt.

### Evangelische Kirche in Schmalförden
- Die frühgotische Saalkirche St. Nikolaus aus Backstein mit ihrem quadratischen Chor stammt aus dem dritten Viertel des 13. Jahrhunderts.

### Bauwerke
In der Liste der Baudenkmale in Ehrenburg (Niedersachsen) sind zwölf Baudenkmale aufgeführt.

### Deutung des Ortsnamens
Alte Bezeichnungen des Ortes sind 1427 Ernborg, 1470 Erenborch, 1512 Der Ernnborg, 1520 und 1583 Erenburg(k). Damit geht der Ortsname auf eine Burg zurück. Angesichts des mittelalterlich-ritterlichen Ehrenkodex liegt es nahe, im ersten Namensbestandteil des mittelniederdeutsche „ere“ für „Ehre“ zu sehen. Eine weitere Deutung knüpft an das mittelniederdeutsche „eren“ von „Erz“, „ehern“ an, so dass es eherne Burg heißen könnte.

## Politik

### Gemeinderat
Der Rat der Gemeinde Ehrenburg setzt sich aus elf Abgeordneten zusammen. Die Ratsmitglieder werden durch eine Kommunalwahl für jeweils fünf Jahre gewählt. Die aktuelle Amtszeit begann am 1. November 2021 und endet am 31. Oktober 2026.
Bei der Kommunalwahl 2021 ergab sich folgende Sitzverteilung:
|      | WUL | CDU | SPD | WGE | Gesamt   |
| 2021 | 4   | 4   | 1   | 2   | 11 Sitze |

Stand: Kommunalwahl am 11. September 2021

### Bürgermeister
Der ehrenamtliche Bürgermeister Hans-Jürgen Schumacher wurde erstmals am 3. Februar 2004 gewählt. Gemeindedirektor ist Samtgemeindebürgermeister Helmut Denker.
Bisherige Bürgermeister
- 1976–1991: Udo Quade (1986–1991 Samtgemeindebürgermeister)
- 1991–2004: Aenne Imhof
- seit 2004: Hans-Jürgen Schumacher

## Verkehr
Östlich der Gemeinde verläuft in etwa fünf Kilometer Entfernung die Bundesstraße 61, die von Bassum nach Minden führt.

Westlich der Gemeinde verläuft außerdem in etwa 8 km Entfernung die Bundesstraße 51, die von Twistringen nach Bremen sowie nach Osnabrück führt.

## Persönlichkeiten
- Wilhelm Justus Julius von Hinüber (1797–1889), Jurist, Amtmann, Oberamtsrichter und Obstbaumkundler
- Heinrich Jürgens (1924–2006), Landwirt und Politiker (FDP), wurde im Stadtteil Öftinghausen geboren und lebte dort